# ハンス・ブロンサルト・フォン・シェレンドルフ
ハンス・ブロンサルト・フォン・シェレンドルフ（Hans Bronsart von Schellendorff 1830年2月11日 - 1913年11月3日）は、ドイツの音楽家、作曲家。リストの弟子の一人である。

## 人生
ブロンサルト・フォン・シェレンドルフ（ブロンサルトとも呼ばれる）はプロイセンの軍人の家庭に生まれ、ベルリン大学で学んだ。彼は1853年にヴァイマルに赴き、リストに会うとともに当時リストのサークルにいたあらゆる音楽家たちと親しくなった。その中にはベルリオーズやブラームスなどがいる。ブロンサルトとリストの近しい関係は、リストの「ピアノ協奏曲第2番」のヴァイマル初演の際にリストが指揮をし、ブロンサルトがソロを受け持ったことからも窺える。この協奏曲の出版に際して、リストはブロンサルトに献呈を行っている。リストの下で数年間の研鑽を積んだのち、ブロンサルトはライプツィヒとベルリンで指揮者として活動した。その後ハノーヴァーで1867年から1887年の間、王立劇場の総監督を務める。1887年からはヴァイマルで同様の職に就き、1895年に引退するまでその地位にとどまった。
ブロンサルトの2番目の妻、インゲボルク（Ingeborg 旧姓Lena Starck）（1840年 - 1913年）もまた作曲家であり、2人はヴァイマルで出会って1861年に結婚している。
ブロンサルトは1913年にミュンヘンで没した。

## 主要作品
- ピアノ三重奏曲 ト短調 Op.1
- ピアノ協奏曲 嬰ヘ短調 Op.10
- 交響曲第1番「アルプスにて In die Alpen」合唱と管弦楽のための （散逸）
- 交響曲第2番「運命の力 Schicksalsgewalten」 （散逸）
- 管弦楽のための 「春の幻想曲 Fruhlings-Fantasie」
- カンタータ 「クリスマスイヴ Christnacht」
- オペラ 「Der Corsar」
- 弦楽六重奏曲

他にピアノ小品などがある。ハンス・フォン・ビューローはブロンサルトのピアノ協奏曲を非常に気に入り、「ヴァイマル楽派と呼ばれる中でも最重要の作品」と位置付けていた。同曲にはマイケル・ポンティ独奏のCD録音が存在する。
ブロンサルトと彼の妻の話題はリストの書簡の中に何度も登場し、リストが夫妻の作品を高く評価していたことは明らかである。1879年3月12日、リストからウォルター・ベイチュに宛てて書かれた書簡にはこう記されている。「6月5日、ビューローはかの地で最初の演奏会を指揮します。演目はブロンサルトの美しく価値の高い『春の幻想曲』と彼自作のシェイクスピアの『ジュリアス・シーザー』への音楽、そして私の『ファウスト交響曲』になる予定です。」